# Municipio Caracciolo Parra Olmedo
El Municipio Caracciolo Parra Olmedo es uno de los 23 municipios que conforman al Estado Mérida en Venezuela. Su capital es la ciudad de Tucaní, el municipio posee una actividad económica basada en la agricultura y la ganadería gracias a su ubicación dentro de la denominada zona sur del lago de Maracaibo la cual se considera una de las mejores tierras de cultivo del país.
Este municipio tiene una gran diversidad de flora y fauna, además de creencias religiosas, lugares encantadores y un comercio siempre en crecimiento.

## Historia
El municipio Caracciolo Parra Olmedo, ubicado en el estado Mérida, fue creado oficialmente en 1995, producto de la división del municipio Alberto Adriani. Su denominación honra al general Caracciolo Parra Olmedo, figura destacada en la Guerra Federal venezolana durante el siglo xix.
En tiempos prehispánicos, el territorio estuvo habitado por pueblos indígenas de la etnia Timoto-Cuica, reconocidos por su dominio de la agricultura en terrazas y la cría de animales menores. Durante el período colonial, la región se utilizó como ruta estratégica para el transporte de mercancías y como zona de establecimiento de misiones religiosas, lo cual influyó en la configuración demográfica y cultural del área.
Durante la etapa republicana, el sector fue escenario de enfrentamientos militares en el marco de la Guerra Federal, donde el general Caracciolo Parra Olmedo destacó por su liderazgo en contra del centralismo. Tras la contienda, la zona comenzó a consolidarse como un centro de actividad agrícola y ganadera, surgiendo nuevas aldeas y asentamientos rurales en su geografía.

## Economía
Su economía se basa principalmente en la agricultura, con cultivos de café, caña de azúcar, aguacate, cebolla, tomate, entre otros. También cuenta con una importante producción ganadera, principalmente de bovinos, porcinos y caprinos.
Además de la agricultura y la ganadería, el municipio cuenta con una pequeña actividad comercial y turística. Existen algunas tiendas y pequeños negocios que ofrecen bienes y servicios básicos a la población local. Asimismo, existen algunos atractivos turísticos como la Iglesia de Nuestra Señora del Rosario y el Museo Arqueológico.
La economía del municipio se ha visto afectada por la crisis económica que afecta a Venezuela en los últimos años. La falta de inversión en infraestructuras, la escasez de insumos y la inflación han afectado a la producción y comercialización de los productos agrícolas y ganaderos. También ha afectado al turismo, ya que la situación del país ha disminuido la llegada de visitantes.
En conclusión, la economía del Municipio Caracciolo Parra Olmedo se basa principalmente en la agricultura y la ganadería, con una pequeña actividad comercial y turística. La crisis económica que afecta a Venezuela ha impactado negativamente en la producción y comercialización de los productos, así como en el turismo del municipio.

## Infraestructura
En cuanto a la educación, el municipio cuenta con varias instituciones educativas como la UNEFA y la UBV, así como también varios liceos y escuelas públicas y privadas distribuidos en las diferentes localidades.
En cuanto a la salud, el municipio cuenta con varios centros de atención médica como el Hospital Dr. José Gregorio Hernández, el Hospital Rural de Táriba y varios ambulatorios.
En cuanto a transporte, el municipio cuenta con una red de carreteras que conectan las diferentes localidades, así como también servicios de transporte público como autobuses y taxis.
En cuanto a infraestructura deportiva, el municipio cuenta con varios campos deportivos y canchas en las diferentes localidades, así como también el Estadio Olímpico de Táriba, que es el estadio principal del municipio.
En resumen, el Municipio Caracciolo Parra Olmedo cuenta con una infraestructura adecuada en términos de educación, salud, transporte, deporte y religión.

## Demografía del municipio Caracciolo Parra Olmedo
De acuerdo al Censo de Población y Vivienda del año 2011 el municipio Caracciolo Parra Olmedo posee una población de 27.632 habitantes que representan un 3,33% de la población total del estado Mérida y de los cuales 14.308 son hombres (51,78%) y 13.324 mujeres. El peso de la población del municipio Caracciolo Parra Olmedo sobre el total del estado Mérida durante el periodo intercensal 2001-2011 se ha incrementado en un 0.2%
Dado que el área del municipio es de 607 km² tiene una densidad de población de 45,52 hab/km², superior a la media nacional de 29,71 pero inferior a la densidad del estado Mérida que es de 73,33.
La tasa de alfabetización de la población es de un 89,6%, lo que implica que aún quedan en el municipio 2.264 personas que no saben leer ni escribir. Este municipio está conformado por 2
Parroquias.

## Cultura
El Municipio Caracciolo Parra Olmedo, ubicado en el estado Mérida, Venezuela, tiene una rica cultura que se refleja en sus festividades, tradiciones y costumbres.
Una de las festividades más importantes es la Feria de la Candelaria, que se celebra en el mes de febrero en honor a la Virgen de la Candelaria, patrona del municipio. Durante esta festividad, se realizan diversas actividades como misas, procesiones, bailes populares, corridas de toros, entre otras.
Otra festividad importante es la Fiesta del Café, que se lleva a cabo en el mes de agosto para celebrar la cosecha de café, uno de los principales cultivos del municipio. Durante esta festividad, se realizan muestras gastronómicas, exposiciones artesanales, concursos de música y baile, entre otras actividades.
El municipio también cuenta con diversas tradiciones y costumbres, entre ellas destaca la elaboración de artesanías en madera y en fibra vegetal, que son muy valoradas y comercializadas en la región. Además, la música tradicional andina es parte fundamental de la cultura del municipio, y se puede disfrutar de ella en las fiestas y en diversos eventos culturales.
En cuanto a la arquitectura y el patrimonio cultural, el municipio cuenta con diversos edificios y monumentos históricos, entre los que destacan la Iglesia de la Candelaria, construida en el siglo XIX, y la Casa de la Cultura Caracciolo Parra Olmedo, que alberga diversas exposiciones y eventos culturales.
En resumen, el Municipio Caracciolo Parra Olmedo tiene una rica cultura que se refleja en sus festividades, tradiciones, artesanías y patrimonio cultural, lo que lo convierte en un destino turístico muy atractivo para aquellos que quieren conocer y disfrutar de la cultura andina.

## Parroquias
1. Parroquia Tucaní (Tucaní)
2. Parroquia Florencio Ramírez (El Pinar)

## Política y gobierno

### Alcaldes
| Período     | Alcalde             | Partido político / Alianza | % de votos | Notas |
| ----------- | ------------------- | -------------------------- | ---------- | --- |
| 1989 - 1992 | Beltrán Arias       |                            | 48,95      | Primer alcalde bajo elecciones directas |
| 1992 - 1995 | Samuel García       |                            | 50,88      | Segundo alcalde bajo elecciones directas |
| 1995 - 1998 | Beltrán Arias       |                            | -          | Tercer alcalde bajo elecciones directas (Destituido de su cargo en el cabildo abierto realizado el 11 de junio de 1998.)                                                                               |
| 1998 - 2000 | Diógenes Molina     |                            | -          | Alcalde designando por la cámara municipal tras la destitución del alcalde Beltrán Arias.(se realizaron elecciones generales adelantadas en el 2000 debido a la aprobación de la Constitución de 1999) |
| 2000 - 2004 | Yaritza Romero      |                            | 49,98      | Cuarta alcalde bajo elecciones directas |
| 2004 - 2008 | Yaritza Romero      |                            | 50,08      | Reelecta |
| 2008 - 2013 | Omar Ditta          |                            | 55,95      | Quinto alcalde bajo elecciones directas (se postergan 1 año las elecciones municipales pautadas para finales del 2012)                                                                                 |
| 2013 - 2017 | Rafael Delgado      |                            | 48,94      | Sexto alcalde bajo elecciones directas |
| 2017 - 2021 | Daiver Galarcio     |                            | 57,50      | Séptimo alcalde bajo elecciones directas |
| 2021 - 2025 | José Alberto Suárez |                            | 59,90      | Octavo alcalde bajo elecciones directas |

### Concejo municipal

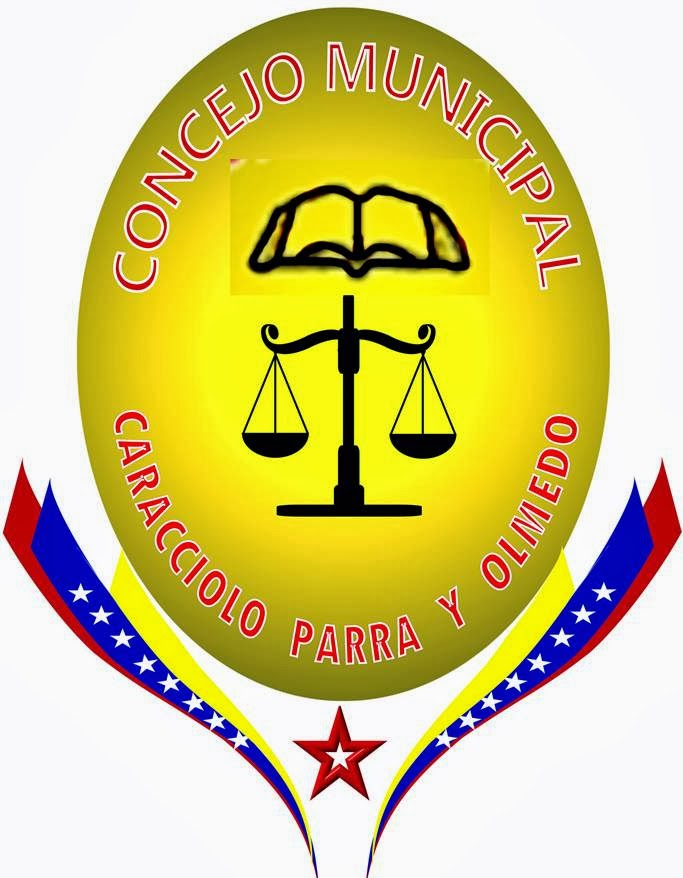
Logo del Concejo Municipal de Caracciolo Parra Olmedo.

Período 1989 - 1992
| Concejales:            | Partido político / Alianza |
| ---------------------- | -------------------------- |
| Trino Sulbaran Rosales | COPEI                      |
| Isaac Montilla Molina  | COPEI                      |
| Trina Dugarte de Avila | COPEI                      |
| Rafael Olmos           | AD                         |
| Victor Pérez           | AD                         |

Período 1992 - 1995
| Concejales:          | Partido político / Alianza |
| -------------------- | -------------------------- |
| María García         | AD                         |
| Pedro Ocando         | AD                         |
| Victor Arellano      | AD                         |
| Rafael Yanez         | AD                         |
| Jorge Alberto Farias | COPEI                      |
| Jairo Cubillan       | COPEI                      |
| Blanca de Suárez     | COPEI                      |

Período 1995 - 2000
| Concejales:          | Partido político / Alianza |
| -------------------- | -------------------------- |
| Diogenes Molina      | COPEI                      |
| Juan Caputti         | COPEI                      |
| Jorge Alberto Farias | COPEI                      |
| Henry Avila          | COPEI                      |
| Guillermo Méndez     | COPEI                      |
| Jesus Fuenmayor      | AD                         |
| Domingo Marquéz      | CONVERGENCIA               |

Período 2000 - 2005
| Concejales:      | Partido político / Alianza |
| ---------------- | -------------------------- |
| Luis Chacón      | MVR                        |
| Joel Russa       | MVR                        |
| Rafael Benitez   | MVR                        |
| Menca Zerpa      | MVR                        |
| Alejandro Blanco | MVR                        |
| Amilkar Peréz    | AD                         |
| Henry Avila      | IP                         |

Período 2005 - 2013
| Concejales:      | Partido político / Alianza |
| ---------------- | -------------------------- |
| Rafael Contreras | MVR                        |
| Freddy Ascanio   | MVR                        |
| Menca Zerpa      | MVR                        |
| Alirio Barreto   | MVR                        |
| Miguel Camacho   | MVR                        |
| Rafael Delgado   | MVR                        |
| Henry Ávila      | TUCANI PRIMERO             |

Período 2013 - 2018
| Concejales:         | Partido político / Alianza |
| ------------------- | -------------------------- |
| Ylsen Valera        | PSUV                       |
| Oscar Zambrano      | PSUV                       |
| José Paredes        | PSUV                       |
| Roberto Viera       | PSUV                       |
| Pedro Contreras     | PSUV                       |
| Javier Ditta        | PSUV                       |
| Rigo Pérez Arellano | MUD                        |

Período 2018 - 2021:
| Concejales        | Partido político / Alianza |
| ----------------- | -------------------------- |
| Luz Picon         | PSUV                       |
| Yosileth Campos   | PSUV                       |
| Leidibeth Ramirez | PSUV                       |
| Jhon Salamanca    | PSUV                       |
| Yrene Hernandez   | PSUV                       |
| Roberto Viera     | PSUV                       |
| Milexis Andrade   | PSUV                       |

Período 2021 - 2025
| Concejales        | Partido político / Alianza |
| ----------------- | -------------------------- |
| Jose Carrillo     | MUD                        |
| Ilba Morales      | MUD                        |
| Eudes Méndez      | MUD                        |
| Solxire Pacheco   | MUD                        |
| William Rodríguez | MUD                        |
| Johana Contreras  | MUD                        |
| Humberto Briceño  | PSUV                       |